# Bedale
Bedale is een civil parish in het bestuurlijke gebied Hambleton, in het Engelse graafschap North Yorkshire. De plaats telt 3156 inwoners.